# 景哀王
景哀王（？—927年）；姓朴名魏膺，是新罗第五十五代君主，神德王之子，景明王之弟，生母為憲康王之女義成王后。在位四年，諡景哀。陵墓位於慶州市拜洞。

## 生平
在新羅末期的混亂中即位後，就不斷受到王建、甄萱等強大新興勢力的壓迫。景哀王三年（926年）10月，后百济甄萱攻陷新罗金城，景哀王时正与王妃和妃嫔遊鲍石亭，结果俱为后百济兵所擄獲（歷史記載甄萱強行逼迫景哀王王妃與妃嬪淫亂之），並逼迫景哀王自尽。王建领兵赴援，大败而归，王建仅以身免。甄萱将金氏王族后裔金傅扶上了新罗国王的宝座，是为敬順王。

## 妻子
景哀王的王妃姓氏不詳，景哀王與王妃、妃嬪、宗戚，遊宴鮑石亭，後百濟兵至。景哀王與王妃奔入後宮，被後百濟兵擄獲，拘致軍中。甄萱逼令景哀王自盡，強淫王妃，放縱属下，亂其妃妾。